# Amara (Saint-Sébastien)
Pour les articles homonymes, voir Amara.
Amara est un quartier de la ville de Saint-Sébastien au Guipuscoa dans la Communauté autonome basque (Espagne).